# Михайлов, Игорь Алексеевич
И́горь Алексе́евич Миха́йлов (12 июня 1949, Красноярский край) — российский политолог и публицист. Член Союза писателей России. Заслуженный работник культуры Российской Федерации (2011).

## Биография
После окончания в 1966 году средней школы в Пущино (Московская область) работал в НИИ биофизики АН СССР и Институте физики высоких энергий на синхрофазотроне в Протвино. В 1968—1970 годах служба в рядах Советской армии, ВДВ (Псков).
В 1976 году окончил факультет экономики и права Университета дружбы народов им. Патриса Лумумбы по специальности «Международное право». Работал в центральных газетах и на телевидении специальным корреспондентом, заместителем главного редактора,политическим обозревателем телеканала МТК (ТВЦ) и радиостанции «Голос России», в «Парламентской газете», публиковался в журналах «Новый мир», «Международная жизнь», «Огонёк», «Смена», «Столица», газетах «Труд», «Правда»,  «Русская мысль», «Голос», « Россия», «Литературной газете».
В 1992 году с группой политологов участвовал в Кишинёве и Тирасполе в политических переговорах и дискуссиях с представителями Молдавии и Приднестровья, посвящённых предотвращению разрастания вооружённого конфликта в регионе. Этой теме И. А. Михайлов посвятил немало статей. Автор документального фильма «Кому нужна эта война?» (1992, совместно с Б.Костенко), в котором показана   причина вооружённого конфликта в  Приднестровье . Кинофильм в 1995 году был удостоен премии «Золотой витязь».
В 1992 году, в разгар вооружённого конфликта, И. А. Михайлов был приглашен руководством  ПМР на дипломатическую , политическую работу и был назначен Специальным представителем Приднестровской Молдавской Республики    в России. Неоднократно принимал участие в политических переговорах и дискуссиях по урегулированию конфликта, внес немалый вклад для становления государственности ПМР, признания   республики за границей.
В 1994 году И. А. Михайлов приглашён на телеканал МТК в качестве политического обозревателя, где им были подготовлены серии политических передач на актуальные темы. Им   сняты документальные фильмы, которые получили известность как в России, так и за её пределами: «Париж Хемингуэя» и «Кто он, барон Фальц-Фейн?» В своих публицистических статьях и передачах И. А. Михайлов много внимания уделяет российско-американским отношениям. Неоднократно бывал в США, освещал российско-американские саммиты, не раз публиковался в американской прессе, стремясь разрушить многие устоявшиеся негативные стереотипы и представления о России.Принимал участие в международных конференциях, "Круглых столах" и семинарах в Нью-Йорке, Амстердаме, Париже, Алма-Ате,Белграде (Сербия),Улан-Баторе, Москве...
В 1996—1997 годах был приглашен на работу в Правительство РФ помощником вице-премьера,советником по политическим вопросам. Неоднократно принимал участие в политических переговорах и международных  дискуссиях.
С марта 1997 по 2002 год — политический обозреватель Государственной радиостанции зарубежного вещания «Голос России».Профессор -2004.
Во время войны НАТО против Югославии в 1999 году И. А. Михайлов находился  в Белграде  откуда подготовил серию статей и радиопередач. Эта работа была отмечена в 1999 году Федеральной службой телерадиовещания специальным Дипломом.
В 2005—2006 годах - политический обозреватель «Парламентской газеты» в Москве.
Неоднократно участвовал в международных конференциях и симпозиумах. Известен своими книгами,радиопередачами, документальными фильмами, а также публикациями в российской и иностранной прессе: в США, Франции, Болгарии.
Работая журналистом,политическим аналитиком, выезжал в зоны боевых конфликтов в Румынии (1989 г.), в Приднестровье (1989—1992 гг.), в Югославии (1999 г.).
Участник научных экспедиций в Арктику: архипелаги Северная земля и Шпицберген, а также на Северный полюс (1987).
Член Русского географического общества. Главный редактор интернет-газеты «Ракурс» (www.rakurs-art.ru).
Лауреат международной литературной премии "Рим-Франкфурт", лауреат международной литературной премии Д.Ришельё -2017 г.

## Награды и звания
- Заслуженный работник культуры Российской Федерации (30 ноября 2011 года) — за заслуги в области культуры и многолетнюю плодотворную работу[3];
- Орден Петра Великого I -й степени за выдающиеся заслуги и большой вклад в развитие и укрепление Государства Российского (2004);
- Медаль «Защитник Приднестровья» (1998);
- «Золотая медаль» Российского Фонда мира (2005) ;
- Медаль А. С. Грибоедова и медаль М. Ю. Лермонтова Союза писателей Москвы за литературное творчество;

## Статьи
- Михайлов И. "Заблуждаются в возможностях России" // "Газета Ракурс", 2024
- Михайлов И. "Защитить книгу" // "Литературная газета", № 7, 2015
- Михайлов И. "Момент истины для России" // журнал "Зиновьев", №2,2008
- Михайлов И. "Россия и США сверили позиции" // "Парламентская газета", № 181, 14 октября 2005
- Михайлов И. "Об эпидемии щедрости и будущем нашей державы" // "Парламентская газета", № 113, 28 июня 2005
- Михайлов И. "Э.Хемингуэй: последний из непобежденных" // журнал "Персона", 1999
- Михайлов И. "Вытеснение" // журнал "Новый мир" № 2,1998
- Михайлов И. "Трагические дни Приднестровья" // журнал "Столица", № 16,1992
- Михайлов И. "Украина:вслед за газовой войной готовят холодную ?" // "Парламентская газета", 12 января 2006
- Михайлов И. "Последний безработный России"// "Труд", 14 марта 1981
- Михайлов И. "Поэт Жан Франсуа Бриер" // "Труд", 30 декабря 1979
- Михайлов И. "Чужого горя не бывает" // "Труд", 7 февраля 1982
- Михайлов И. "США-СССР:важно продолжать диалог" // "Труд", 7 декабря 1988
- Михайлов И. "Воспоминания о пережитом и тревоги о будущем" // журнал "Свободная мысль", № 12, 1999
- Михайлов И. "Арманд Хаммер, наш друг и деловой партнер" // "Труд", 26 марта 1988
- Михайлов И. "Живая легенда разведки" // "Парламентская газета", № 225, 20 декабря  2005
- Михайлов И. "Латышские легионеры СС и их покровители" // "Парламентская газета",№ 47,18 марта 2005
- Михайлов И. "Норвежцы и русские на Шпицбергене" // журнал "Международная жизнь", № 9-10, 2001
- Михайлов И. "Как мы упустили НАТО " // журнал "Огонек", № 10, 1997
- Михайлов И. "Развивать диалог между обществом и властью" // "Парламентская газета", №32, 10 марта 2006
- Михайлов И. "И наступит "банализация зла" // "Литературная газета", 24 ноября 2008
- Михайлов И. "Куда маршируют ветераны СС ? "// "Парламентская газета", 2006
- Михайлов И. "Важно продолжать диалог"(Беседа с послом США Д. Мэтлоком) // "Труд", 7 декабря 1988
- Михайлов И. "Что не сказал президент о положении индейцев" // "Труд", 25 августа 1988
- Михайлов И. "Второе рождение Роберта  Уайзена " // "Труд", 24 января 1987
- Михайлов И. "Убивает гуманное оружие" // "Неделя", № 4, 1986
- Михайлов И.  "Накануне Второй мировой" // "Труд", 23 августа 1989
- Михайлов И.  "Бухарест после боев" // "Труд", 4 января 1990
- Михайлов И.  "Их расстреляли под Львовом " // "Труд", 12 июня 1987
- Михайлов И.  "Такая разноликая Америка" // "Труд", 6 сентября 1986

## Документальные фильмы
- «Кому нужна эта война?», 1992, (Премия «Золотой витязь»)
- «Париж Хемингуэя»,1995
- «Кто он, барон Фальц-Фейн?», 1996.